# Rachel Korine

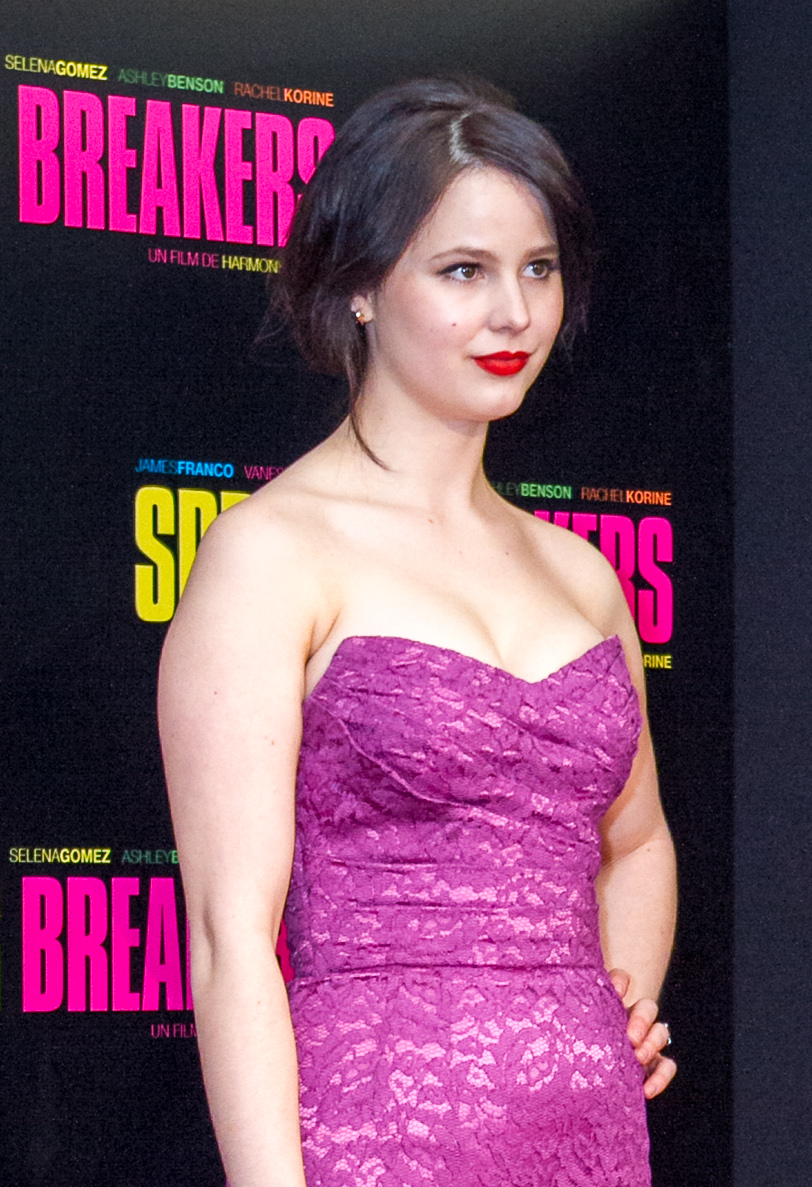
Korine bei der Paris-Premiere von Spring Breakers

Rachel Korine, geboren als Rachel Simon (* 4. April 1986 in Tennessee) ist eine US-amerikanische Schauspielerin. Bekanntheit erlangte sie 2013 als Cotty in dem Film Spring Breakers.

## Karriere
Ihr Spielfilmdebüt gab sie in Mister Lonely im Jahr 2007. Dort war sie in der Rolle des Rotkäppchens zu sehen. Zuvor trat sie im Musikvideo No More Workhorse Blues von Bonnie 'Prince' Billy aus dem Jahr 2004 auf. Der Dreh fand in Nashville statt.
Rachel Korine spielte ebenfalls in Filmen wie Septien und Trash Humpers mit. 2013 drehte sie gemeinsam an der Seite von Vanessa Hudgens, Selena Gomez und Ashley Benson in Spring Breakers, geschrieben und inszeniert von ihrem Ehemann Harmony Korine.

## Privatleben
Seit 2007 ist sie mit dem 14 Jahre älteren Regisseur Harmony Korine verheiratet. Zwei Jahre später kam ihre gemeinsame Tochter zur Welt.
Zurzeit lebt das Paar in Nashville.

## Filmografie
- 2007: Mister Lonely
- 2009: The Dirty Ones
- 2009: Trash Humpers
- 2010: Septien
- 2012: Lotus Community Workshop
- 2012: The Fourth Dimension
- 2012: Druid Peak
- 2012: Bachelorette
- 2013: Spring Breakers
- 2014: Druid Peak
- 2014–2015: The Knick (Fernsehserie, 8 Episoden)
- 2015: Men Go to Battle